# Adam Basil
Adam Edward Basil  (ur. 14 kwietnia 1975 w Melbourne) – australijski lekkoatleta specjalizujący się w krótkich biegach sprinterskich, uczestnik letnich igrzysk olimpijskich w Atenach (2004).

## Sukcesy sportowe
- mistrz Australii w biegu na 100 jardów – 1999[1]
- wicemistrz Australii w biegu na 100 metrów – 1999
- brązowy medalista mistrzostw Australii w biegu na 100 metrów – 2003

| Rok  | Miasto   | Zawody               | Konkurencja        | Wynik         |
| ---- | -------- | -------------------- | ------------------ | ------------- |
| 2001 | Edmonton | Mistrzostwa świata   | sztafeta 4 x 100 m | brązowy medal |
| 2001 | Pekin    | Uniwersjada          | sztafeta 4 x 100 m | 5. miejsce    |
| 2001 | Brisbane | Igrzyska Dobrej Woli | sztafeta 4 x 400 m | brązowy medal |
| 2004 | Ateny    | Igrzyska olimpijskie | sztafeta 4 x 100 m | 6. miejsce    |

## Rekordy życiowe
- bieg na 100 metrów – 10,29 – Gold Coast 12/04/2003
- bieg na 200 metrów – 21,06 – Brisbane 26/11/2005